# Celestino Gazca Villaseñor
Celestino Gazca Villaseñor är en ort i Mexiko.   Den ligger i kommunen Elota och delstaten Sinaloa, i den centrala delen av landet, 900 km nordväst om huvudstaden Mexico City. Celestino Gazca Villaseñor ligger 23 meter över havet och antalet invånare är 740.
Terrängen runt Celestino Gazca Villaseñor är platt. Havet är nära Celestino Gazca Villaseñor åt sydväst.  Närmaste större samhälle är La Cruz, 11,4 km norr om Celestino Gazca Villaseñor. 